# Naravas
Naravas est un prince berbère numide de la famille des Massyles, fin stratège et cavalier émérite, meneur de la guerre des Mercenaires.

## Biographie
Partisan d'Hamilcar Barca, la guerre des Mercenaires lui permet de réaliser ses desseins : combattre aux côtés des Carthaginois. En 239 av. J.-C., il arrive à la tête de 2 000 cavaliers numides dans le camp d’Hamilcar et lui déclare allégeance. À la suite de la bataille de Bagradas, il s'empare de la ville d'Utique. Ses troupes mobiles et efficaces lui permettent de repousser les mercenaires de Spendios, chef des Campaniens, dans le défilé de la Scie où ceux-ci sont réduits à la reddition. À l’issue de la guerre en 237 av. J.-C., il reçoit la main d'une fille d'Hamilcar, sœur d'Hannibal, que Gustave Flaubert utilisera pour créer le personnage de Salammbô.

Arbre généalogique de la famille des Barcides.